# Kvarteret Stenbocken

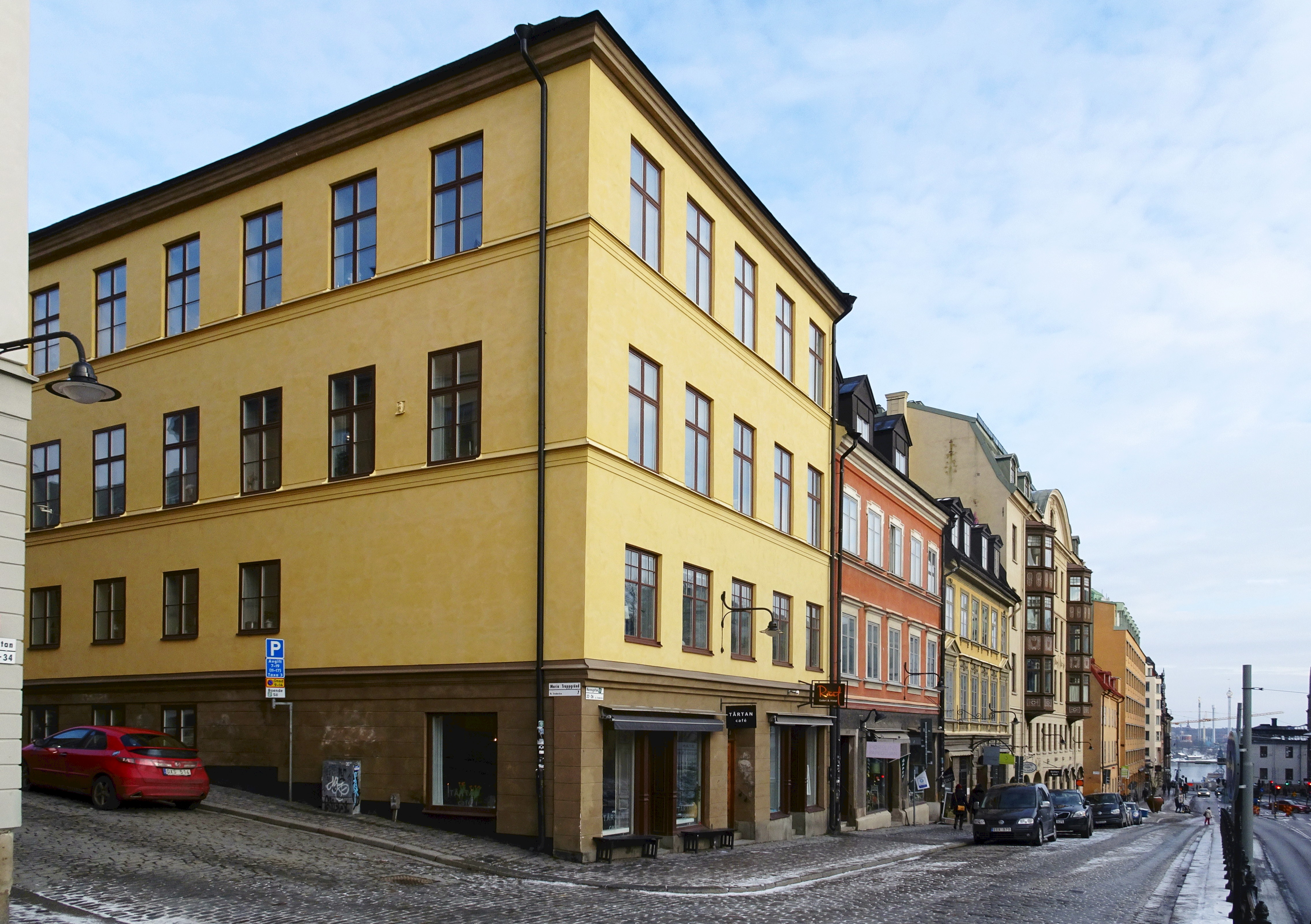
Kvarteret Stenbocken mot öst, närmast Stenbocken 8, februari 2018.

Kvarteret Stenbocken (före detta Bocken) ligger inom kulturreservatet Mariaberget östra på Södermalm i Stockholm. Kvarteret sträcker sig längs med Hornsgatspuckeln med dess historiska bebyggelse, huvudsakligen från 1700-talet. Stenbockens byggnader är, tillsammans med den i Ormen mindre och Svalgången, ett omistligt inslag i den lokala stadsbilden vid Hornsgatans nordöstra del.
Nästan samtliga hus är blåklassade av Stadsmuseet i Stockholm, vilket innebär att de besitter "synnerligen höga kulturhistoriska värden" motsvarande fordringarna för byggnadsminnen. Stenbockens byggnader ägs och förvaltas av kommunägda AB Stadsholmen.

## Kvarteret

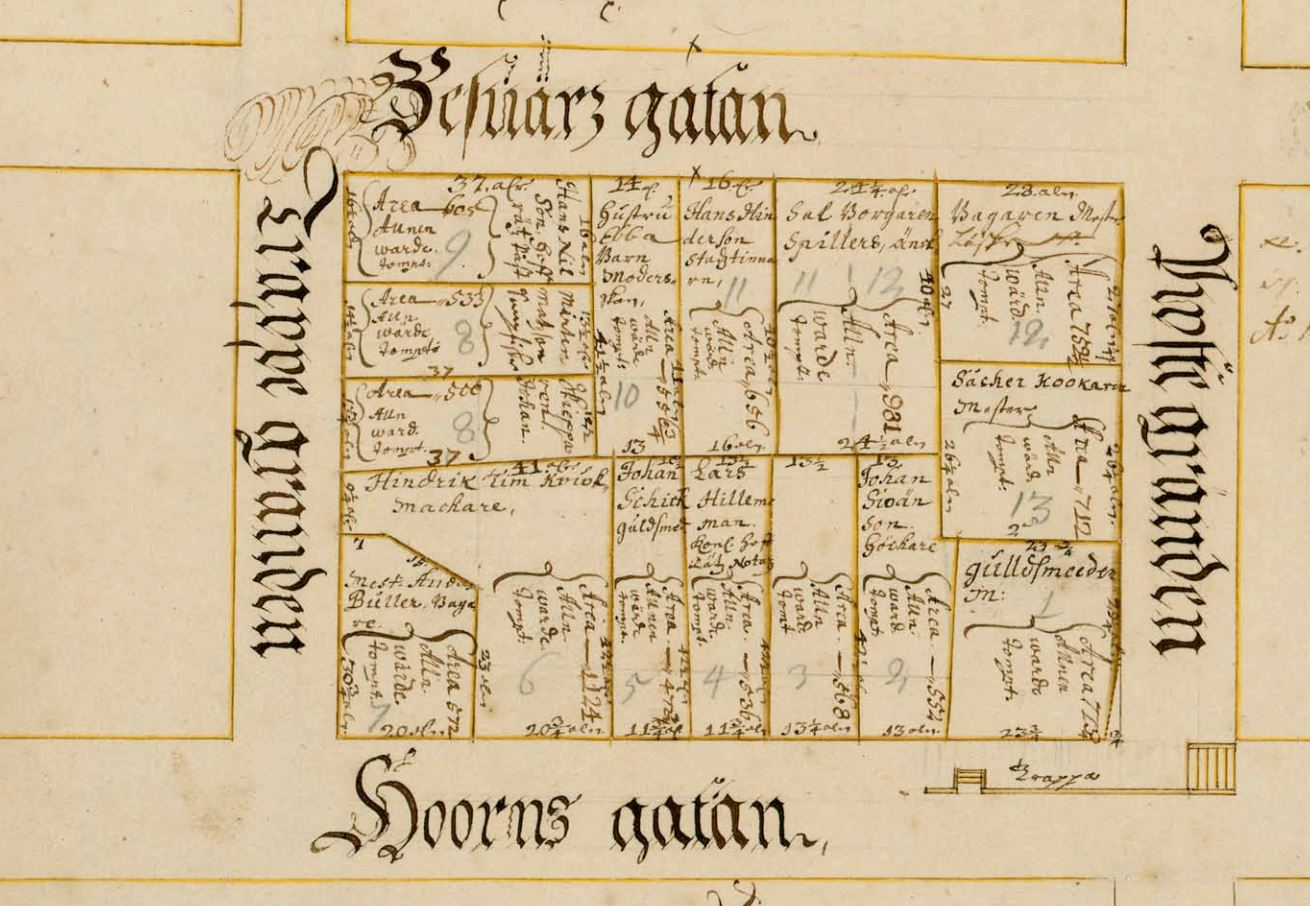
Kvartert i Holms tomtbok.

Kvarteret utstakades vid regleringen av Södermalm som tog sin början på 1640-talet. Då utlades en rutnätsplan över Södermalms nordvästra del (se Stadsplanering i Stockholm). Upphovsmannen var troligen stadsingenjören Anders Torstensson. På hans regleringsplan syns rektangulära kvarter längs Hornsgatan. Norr om Maria kyrka framgår dagens Svalgången och Stenbocken som fortfarande var ett stort sammanhängande kvarter. På Torstenssons stadsplan syns även det ursprungliga, oplanerade vägnätet där flera vägar går diagonalt över kvarteret.
Kvarteret Stenbocken begränsas i söder av Hornsgatan (vid Hornsgatspuckeln), i öster av Pustegränd, i norr av Brännkyrkagatan och i väster av Maria trappgränd. I väster ansluter kvarteret Svalgången och i öster Överkikaren. Stenbocken består idag av tre fastigheter: 6, 7 och 8 som skapades 1979 i samband med en fastighetsbildningsförrättning. 
Ett äldre kvartersnamn var Bocken som är omnämnt 1679 i Holms tomtbok, då bestod kvarteret av tretton tomter som ägdes av bland annat två guldsmeder, en krogmakare, två bagare, en hökare (handlare) och en sockerkokare. Efter Mariabranden 1759 flyttade flera industrier in i kvarteret, bland dem ett sockerbruk och en tobaksfabrik och senare en möbelfabrik med inredningshus vid Hornsgatan. Från sekelskiftet 1900 och därefter användes kvartersnamnet Stenbocken, troligen för att undvika förväxling med kvarteret Bocken vid Kungagatan 5–23.

Kvarteren Svalgången och Stenbocken genom tiden
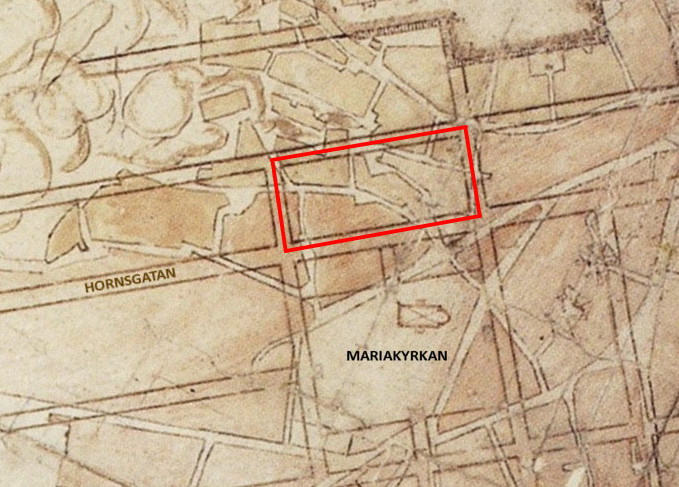
Anders Torstensson regleringsplan 1641.
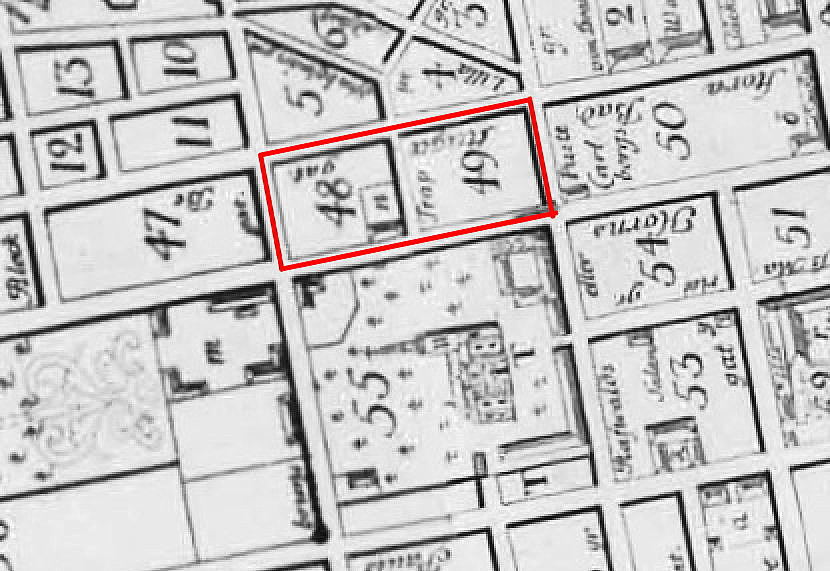
Petrus Tillaeus karta 1733 (48=Flygaren, 49=Bocken).
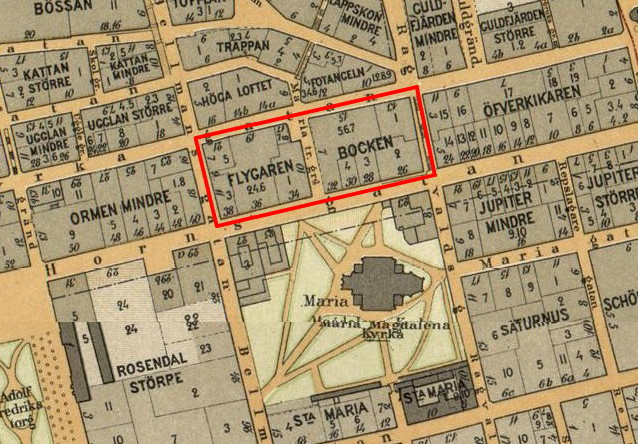
Alfred Bentzers karta 1899.
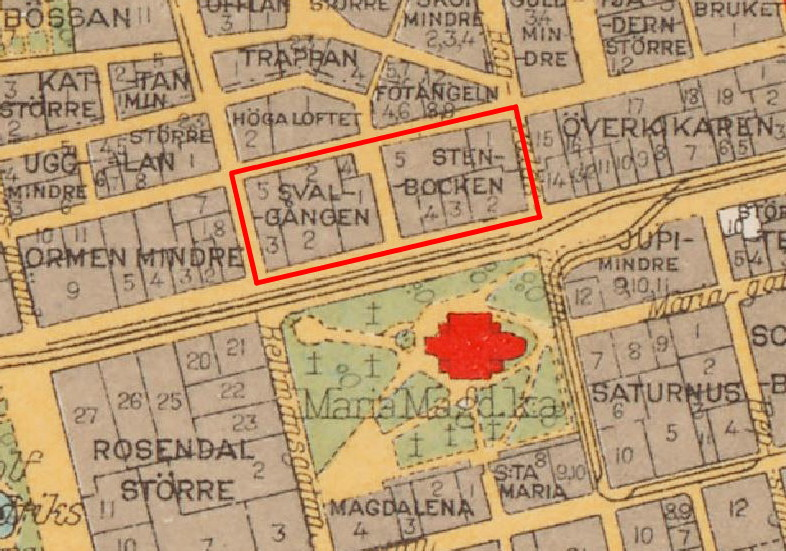
Ur "Stockholms stad med omnejd" 1920-tal.

## Bebyggelsen, allmänt

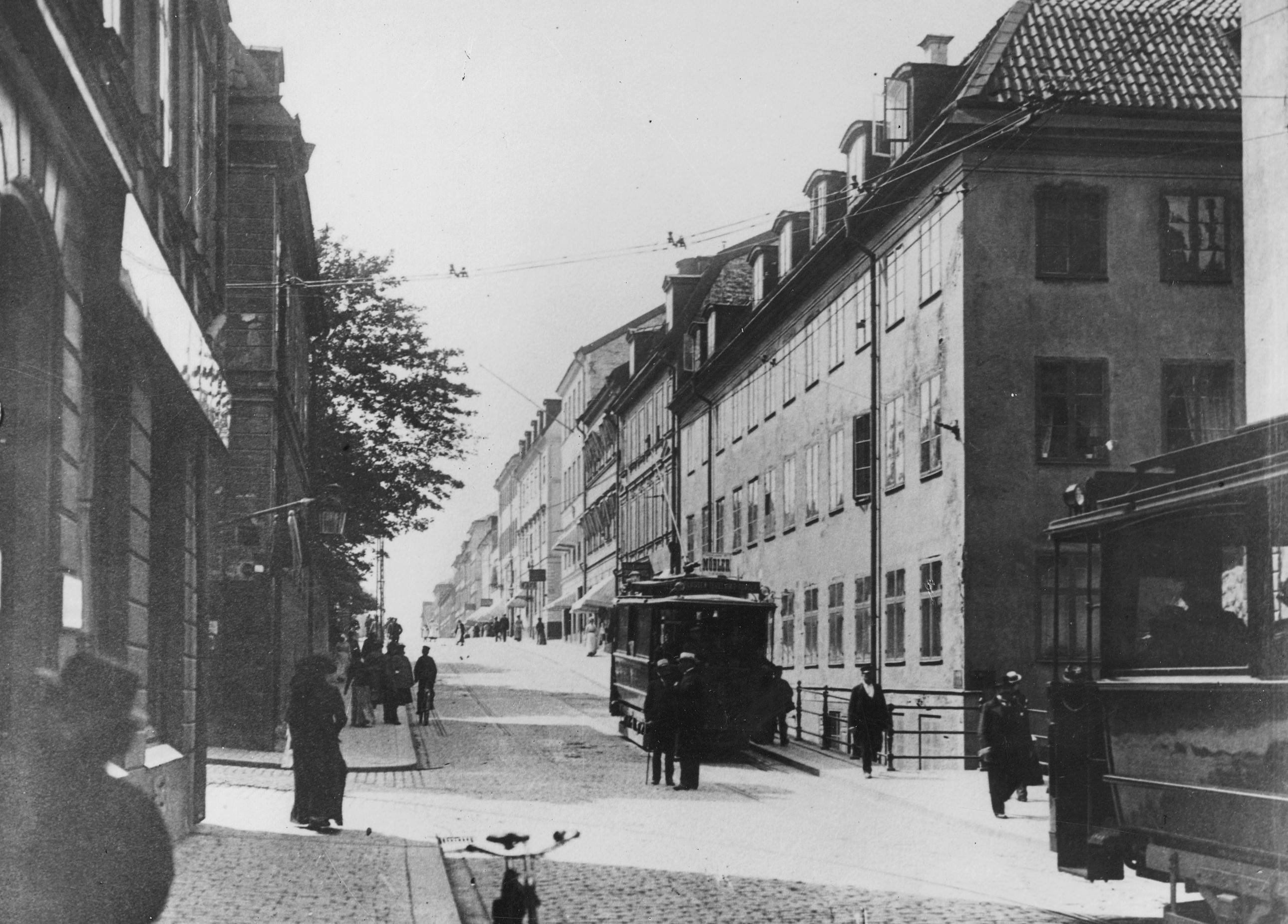
Kvarteret år 1900, vy mot väst.

Liksom i grannkvarteren byggdes husen i kvarteret Stenbocken huvudsakligen efter Mariabranden 1759 som förstörde omkring 300 byggnader i Maria kyrkas omgivningar. Byggherrarna var ofta framgångsrika näringsidkare och välbärgade borgare som både bodde och drev sin verksamhet här. Husen ritades av kända murmästare som även var dåtidens byggmästare med arkitektansvar, bland dem märks Johan Wilhelm Henric Elies, Petrus Serén och Johan Wilhelm Friese.
Kring sekelskiftet 1900 breddades och sänktes Hornsgatans södra sida vid Mariakyrkan. Det fanns även planer på att bredda och sänka gatans norra sida. Planerna ledde till osäkerhet bland fastighetsägarna som inte vågade investera i sina hus och en period av förfall inleddes. På 1940- och 1960-talet förvärvades Svalgångens byggnader av Stockholms stad med avsikt att riva dem. Men planerna förhindrades och Hornsgatspuckeln med sin historiska bebyggelse fick vara kvar. Under 1970-talet genomfördes en varsam upprustning av husen som leddes av Stockholms stads fastighetskontorets arkitekt- och byggnadsavdelning i samråd med Stockholms stadsmuseum. Bebyggelsen utgörs idag av ett femtontal hus av varierande storlek.

## Kvarterets fastigheter

### Stenbocken 6 (Brännkyrkagatan 13 / Pustegränd)

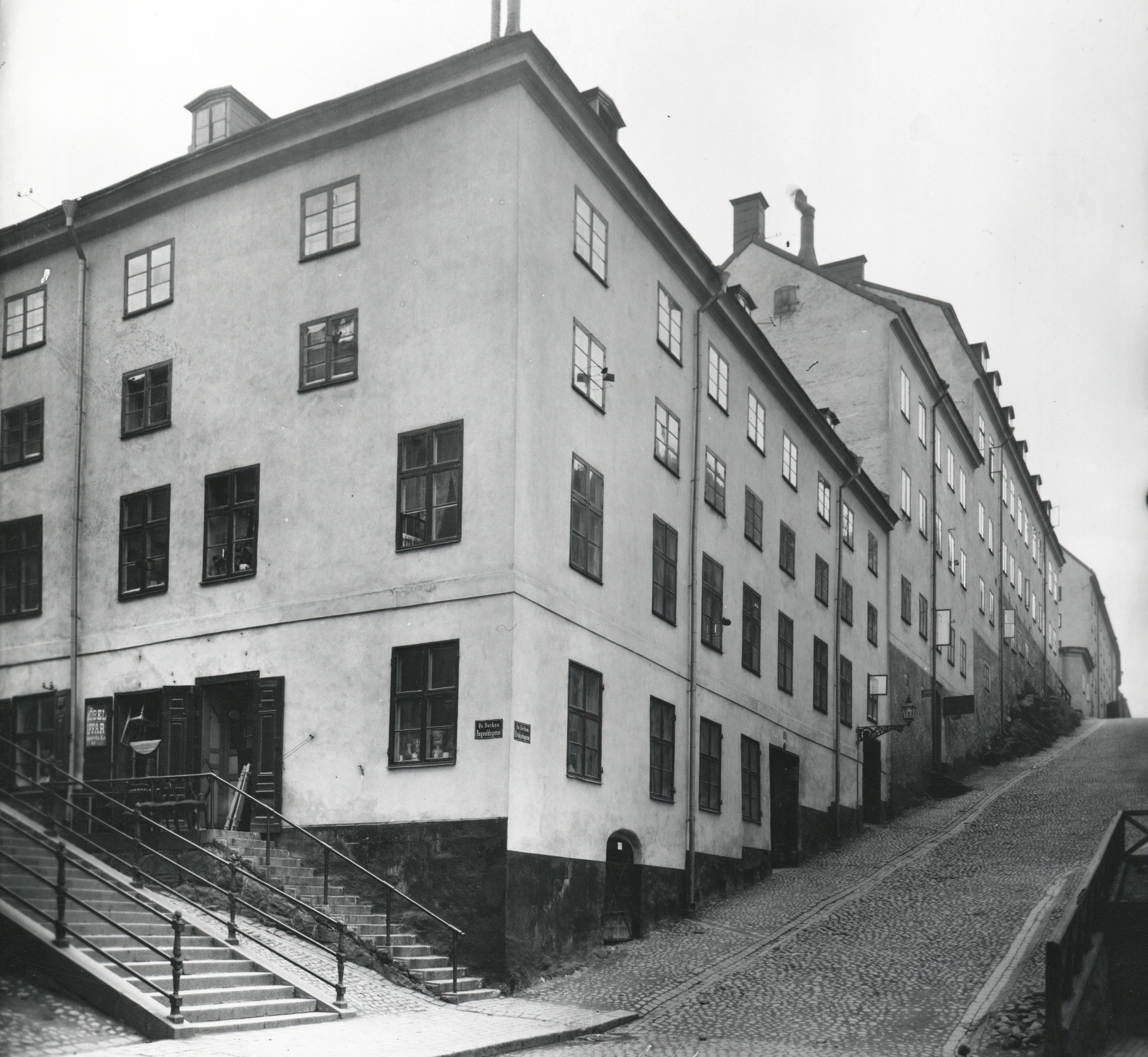
Brännkyrkagatan 13 och Besvärsbacken år 1900.

Fastigheten omges av två mycket branta gator: Brännkyrkagatan som här även kallades ”Besvärsbacken” och är med 22% lutning Stockholms brantaste gata samt Pustegränd (tidigare en del av Ragvaldsgatan) som upp till Hornsgatan har en så stor nivåskillnad att den bara kunde klaras av med hjälp av trappor. 
Den första fastighetsägaren efter Mariabranden var bagarmästaren Andreas Otto. I hans nya byggnad ingick delar av stenhus som hade klarat Mariabranden. Han öppnade här sitt bageri. På 1770-talet kom fastigheten i fabrikören och sockerbruksidkaren Guillaume Boucks händer och huset nyttjades som sockerbruk.
Efter Bouck utökades bebyggelsen för sockerbrukets verksamhet och olika sockerbruksidkare följde. Den siste hette W.A. Freundt. I samband med Krimkriget 1853 steg sockerpriserna kraftigt och verksamheten hade sina glansdagar. Fyra sockerbruksägare i Stockholm beslöt då att gå samman och grundade Tanto Sockerbruks AB, en av de fyra var W.A. Freundt som även blev chef för det nya bolaget.
År 1857 förvandlades fabrikens lokaler till bostäder, då var grosshandlaren A.P. Lundin ägaren. På gården och i husets bottenvåning fanns lagerlokaler och verkstäder. Fastigheten förvärvdes av staden 1949. På 1960-talet var husen nedgångna och utrymda i väntan på rivning. I huset har illustratören Stina Wirsén sin ateljé.

### Stenbocken 7 (Hornsgatan 26 / Pustegränd)

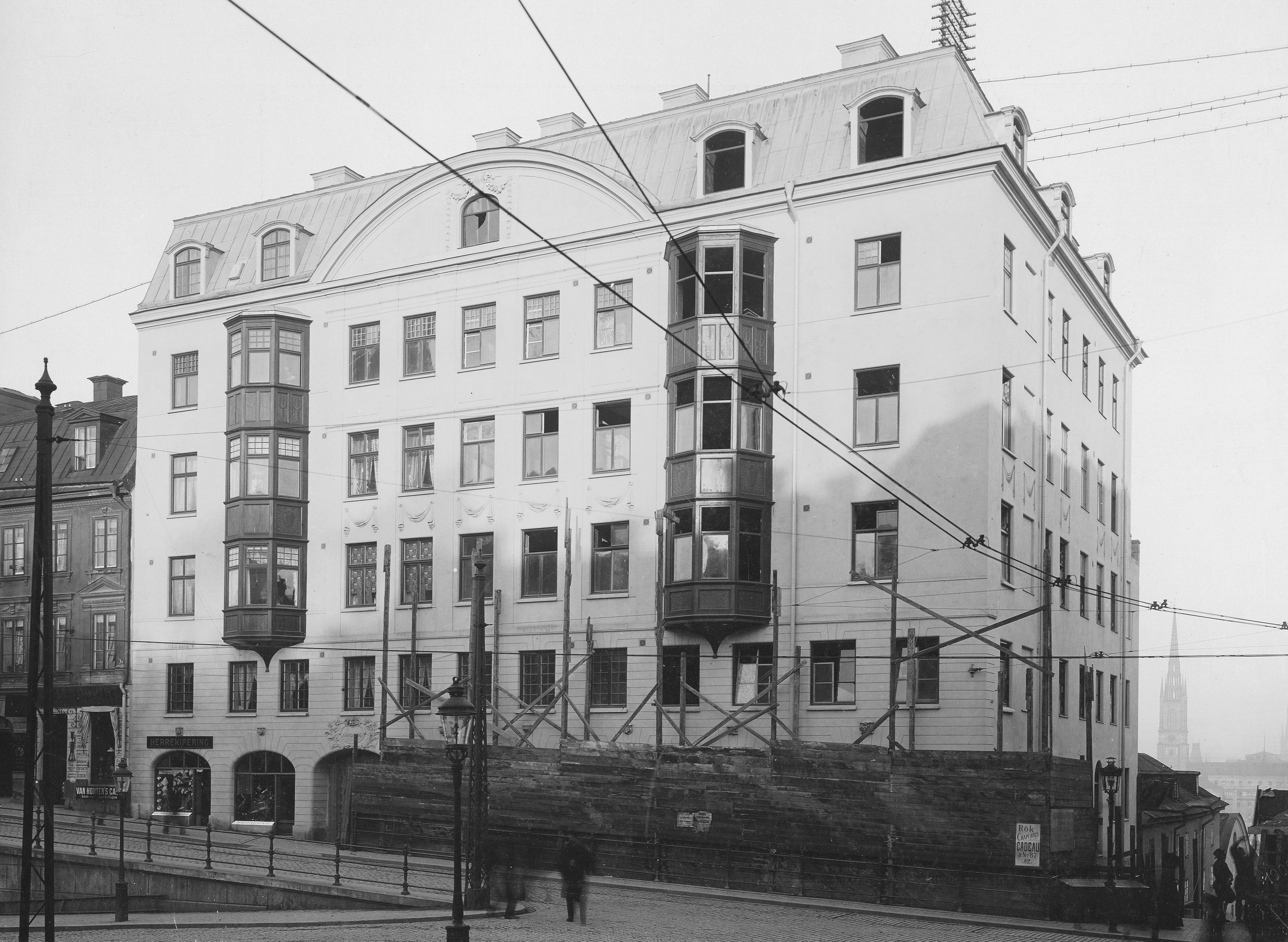
Hornsgatan 26, 1906.

Stenbocken 7 uppfördes 1760 för handelsmannen Jonas Wikar efter ritningar av murargesällen Johan Daniel Elfström. Byggnaden förlorade sitt ursprungliga 1700-talsutseende i samband med en omfattande ombyggnad i början av 1900-talet, då var ägaren löjtnanten Carl Adolf Ammilon (1831–1909). Han lät förvandla fasaderna i jugends formspråk av arkitekten och byggmästaren Otilius Österberg. Sista ägaren var jägmästaren Albert Gotthard Nestor Cedergren innan Stockholms stads exproprierade fastigheten 1950 för att riva den. Idag finns 19 lägenheter (hyresrätter) i huset samt tio lokaler om sammanlagt 588 m². Här har några gallerior sina utställningar, bland dem konsthantverkskooperativet Blås & Knåda med galleri och butik. Huset är grönklassat av Stadsmuseet vilket innebär att bebyggelsen bedöms vara särskilt värdefull från historisk, kulturhistorisk, miljömässig eller konstnärlig synpunkt.

### Stenbocken 8 (Hornsgatan 28)
Fastigheten består idag av åtta byggnader som tillkom under olika tider. Tomtdelen för dagens Hornsgatan 28 bebyggdes redan 1733 med ett stenhus med tre våningar. Huset förstördes delvis i Mariabranden 1759 och änkan till järnkramhandlaren Kierman lät uppföra en ny byggnad på den gamla grunden efter ritningar av tyskfödde murmästaren Johan Wilhelm Friese som även hade andra bygguppdrag i grannkvarteren. Under tidigt 1800-tal utfördes en del ombyggnader och nyinredningar. På 1800-talets senare hälft byggdes gårdshuset till och gatufasaden dekorerades med fönsteromfattningar i nyklassicistisk stil. Vid den tiden tillkom även entréporten med dekorerat gjutjärnsgaller och maskaron över portalen samt bottenvåningens rusticering. Hornsgatan 28 köptes av staden 1942.

### Stenbocken 8 (Hornsgatan 30)
År 1733 lät urmakaren Erich Lindgren uppföra ett stenhus på denna adress. Huset ritades och byggdes av murargesällen Martin Schütze. Även detta stenhus skadades i Mariabranden 1759 men återuppfördes genast av kamreren Joachim Ståhl, samtidigt byggdes en flygel utmed östra tomtgränsen. På 1840-talet höjdes huset med en våning och 1863 pryddes fasaden mot Hornsgatan med rusticering i bottenvåningen, våningsband och fönsteromfattningar. På 1880-talet upptogs butiksfönster och fasaden fick sitt nuvarande utseende. Hornsgatan 30 köptes av staden 1941.

### Stenbocken 8 (Hornsgatan 32 / Maria trappgränd / Brännkyrkagatan 15)

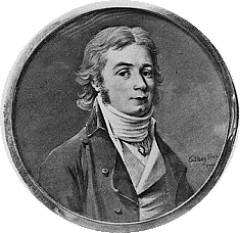
T.A. Aspelin, 1799.

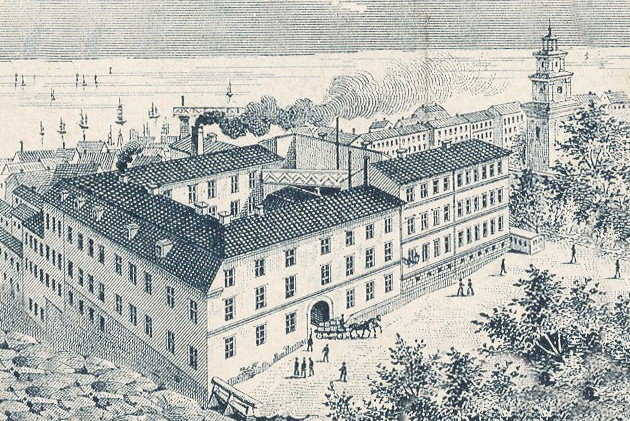
Brinck, Hafström & Co, fabriksanläggningen.

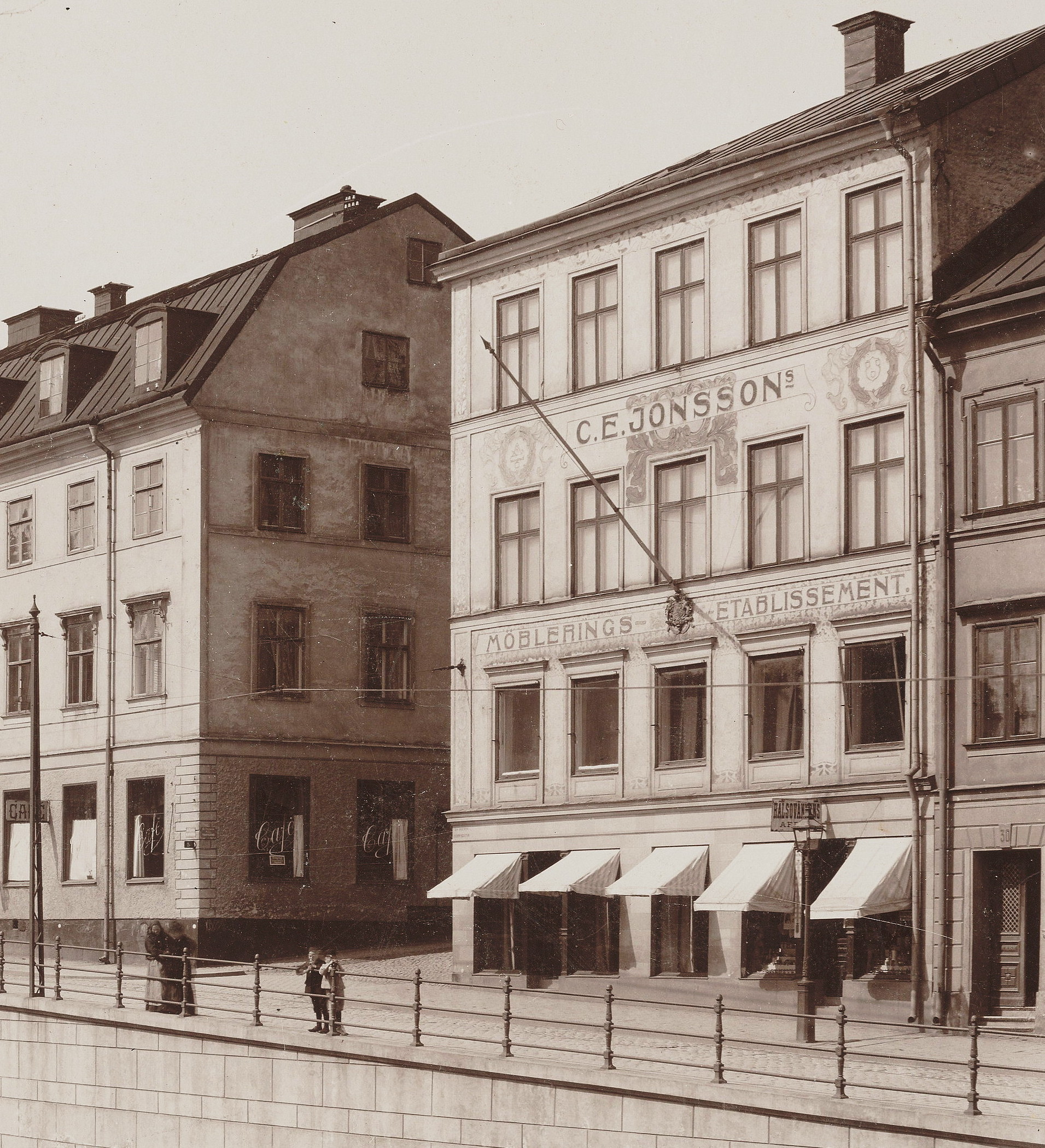
C.E. Jonssons Möblerings-Etablissement, 1907.

På hörntomten Hornsgatan / Maria trappgränd uppfördes 1737 ett stenhus i två våningar för repslagaren Erik Nyman. Hans byggnad skadades i Mariabranden men kunde repareras. Den nye ägaren var bagaren Fredrik Nyman som även lät utföra en flygelbyggnad där den stora bakugnen var placerad. Mot gatan fanns en bageribod. 
Omkring 1780 förvärvades hörnfastigheten av tobaksfabrikören Håkan Apelgren som lät utöka byggnadsbeståndet med en nybyggnad för en tobaksfabrik som hade sin verksamhet även i gathuset mot Hornsgatan. Apelgren blev kort därefter även ägare till hörnfastigheten Maria trappgränd / Brännkyrkagatan. Här lät han under åren 1784 till 1785 uppföra en stor sammanbyggnad, tillbyggnad och påbyggnad av de äldre stenhusen efter ritningar av murmästaren Elias Kessler.
Nästa ägare var sockerbruksägaren Thomas Andreas Aspelin (född 1767) som i januari 1810 tog över Apelgrens tobaksfabrik och förde den vidare. Han blev en mycket förmögen man och ägde under en tid herrgården Svindersvik samt Dåvö säteri där han avled 1836. Hans son Thomas Aspelin
(1803–1877) ärvde fabriken och bodde med sin familj i närbelägna Stora Daurerska huset (Hornsgatan 29). Bland hans medarbetare fanns Wilhelm Hellgren som sedermera skulle grunda och leda en av Sveriges största tobaksfabriker Wilhelm Hellgren & Co. 
År 1844 var dock den Aspelinska tobaksfabriken i kvarteret Bocken fortfarande landets största. Knappt tio år senare övertogs fabriken av Brinck, Hafström & Co och även den blev mycket framgångsrik i sin bransch. 1870 producerades sex miljoner cigarrer och cigariller om året och tio år senare hade tillverkningen ökat till elva miljoner. Under Brinck, Hafström & Co:s tid höjdes hörnhuset Hornsgatan 32 med en våning. Företaget anlitade arkitekt Johan Fredrik Åbom för uppgiften. Ytterligare en våning påfördes 1871. 
På ett fotografi från 1897 syns byggnaden. Huset är smyckat med girlanger och två årtal 72 och 97, tydligen firade man 25-årsjubileum. På fotografiet syns även fabriksboden för Brinck, Hafström & Co i bottenvåningen och C.E. Jonssons Möbleringsaffär i bottenvåningen samt övervåningen. Möbelaffären drevs av den i Stockholm kände möbelsnickaren C.E. Jonsson som hade sin tillverkning i kvarteret och ställde ut på Allmänna konst- och industriutställningen 1897.
Vid sekelskiftet 1900 flyttade tobaksfabriken till Götgatan 48 B och hörde sedan till det Hellgrenska fabrikskomplexet, men under eget namn. Fabriksboden låg dock kvar under ytterligare några år i Hornsgatan 32. Från och med år 1900 uppger Stockholms adresskalender C.E. Jonsson som ägare för hela den stora fastigheten i dåvarande Bocken 5, 6, och 7. År 1907 kallar sig firman C.E. Jonssons Möblerings-Etablissement som var ett i Stockholm mycket känt inredningshus. 1920 ägdes fastigheten av Jonssons dödsbo. 
Stockholms stad blev ägare på 1960-talet. 1970 byttes fönster och fasaden renoverades och i början av 1980-talet genomfördes inre ombyggnader och moderniseringar främst för att få moderna kök och badrum. Idag finns i fastigheten 39 lägenheter av varierande storlek om totalt 3 157 m² samt elva lokaler med en totalyta om 745 m².

### Stenbockens byggnader (urval)

Mot Hornsgatan
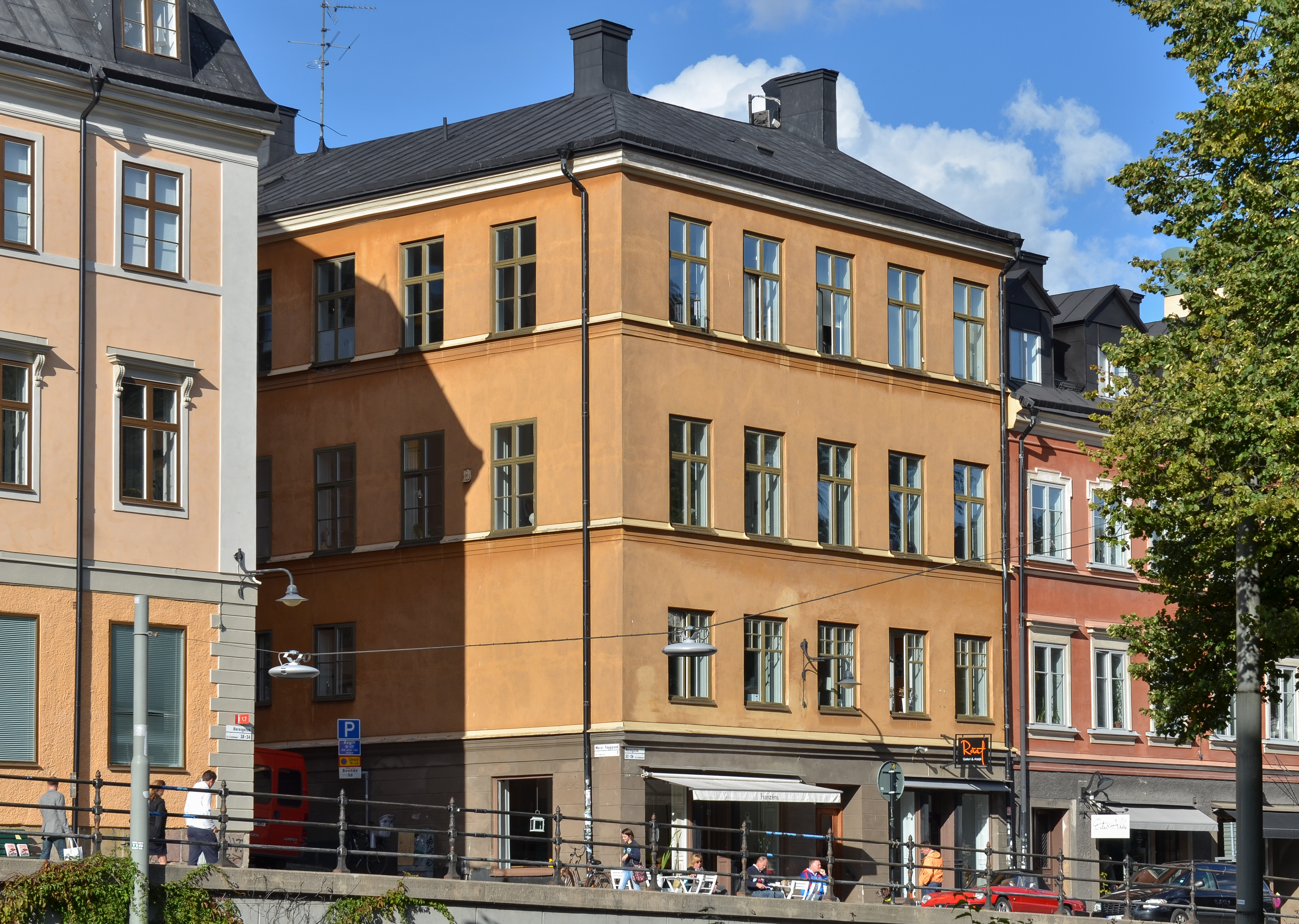
Hornsgatan 32
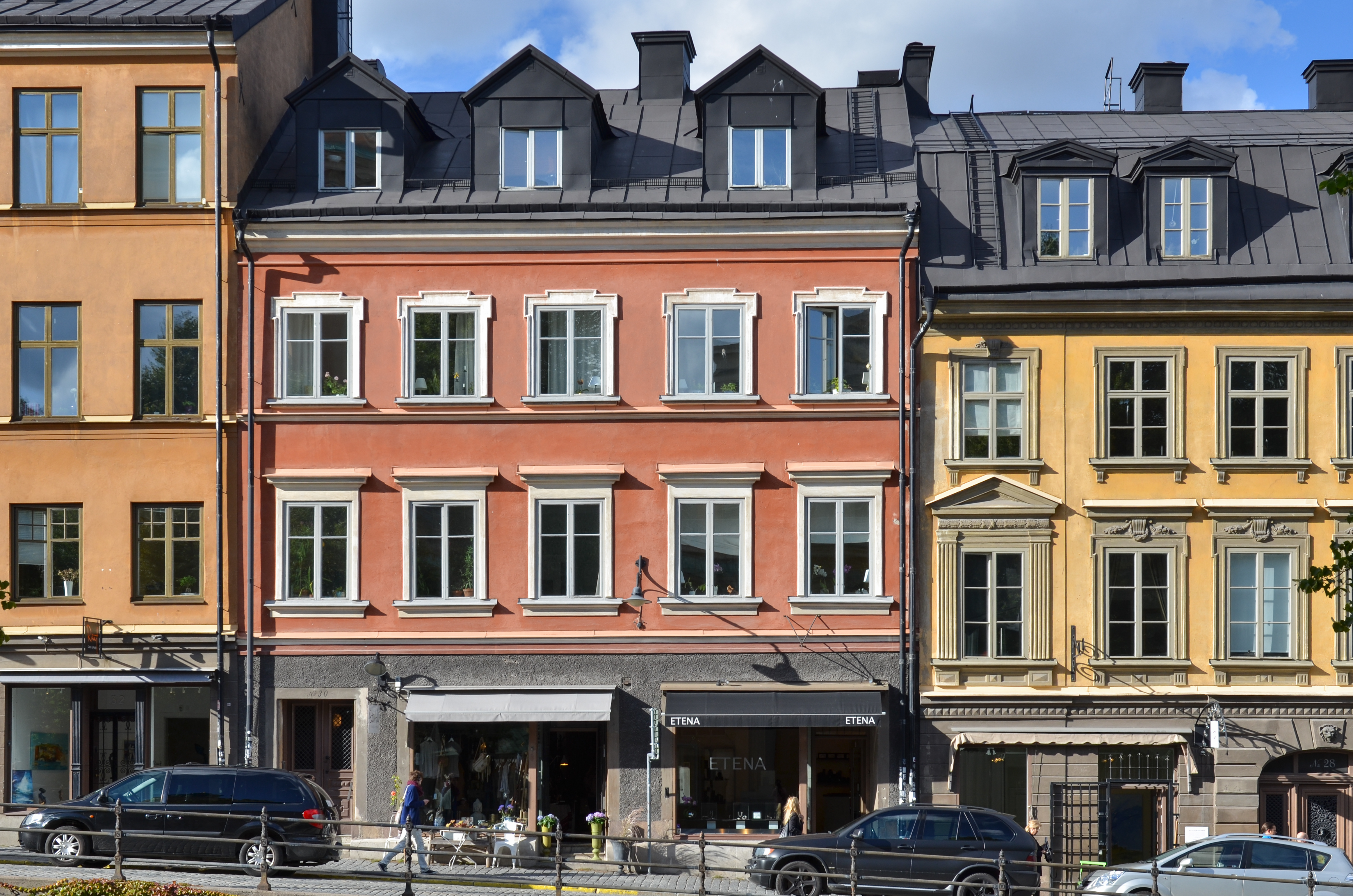
Hornsgatan 30
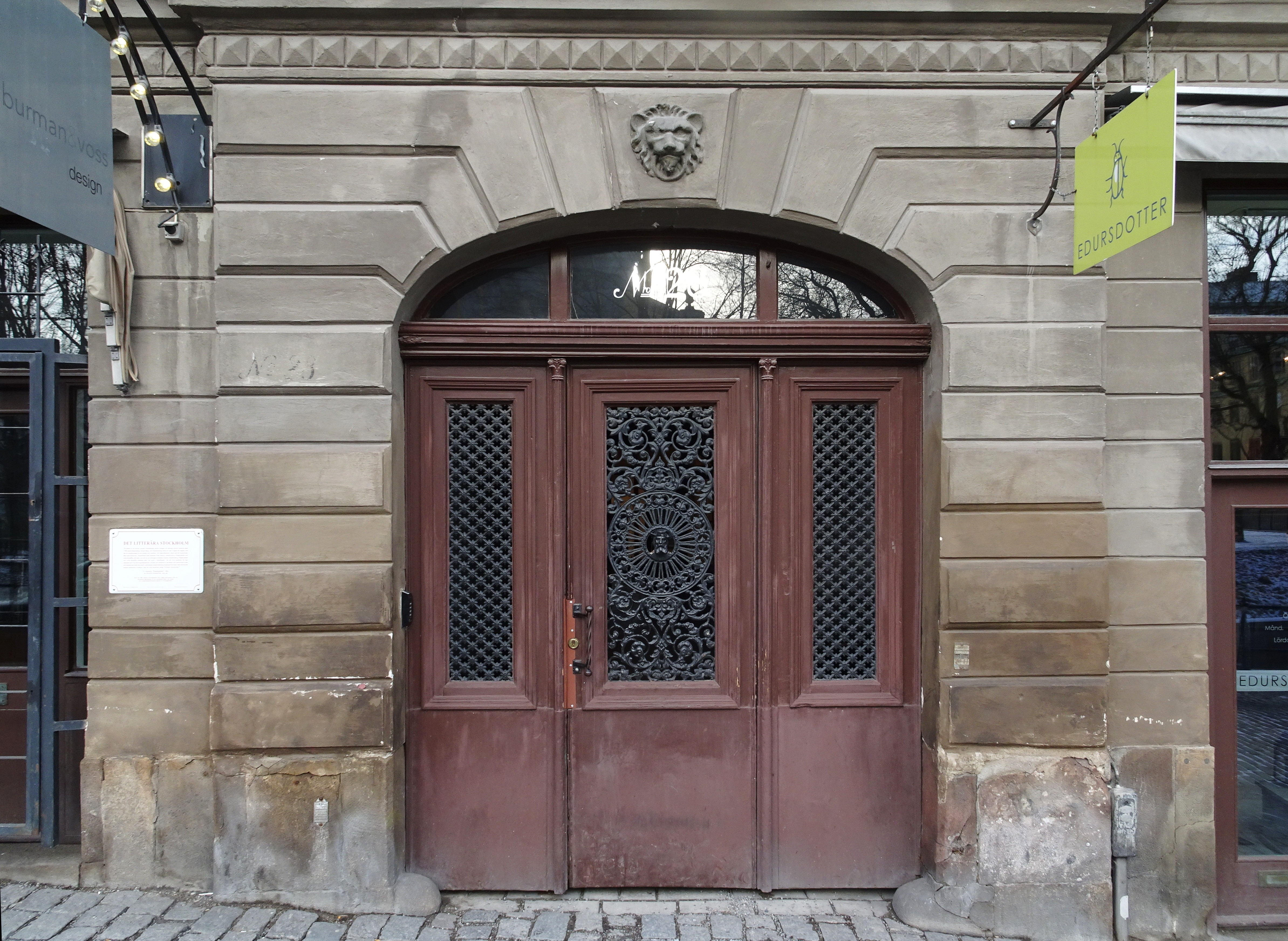
Port Hornsgatan 28
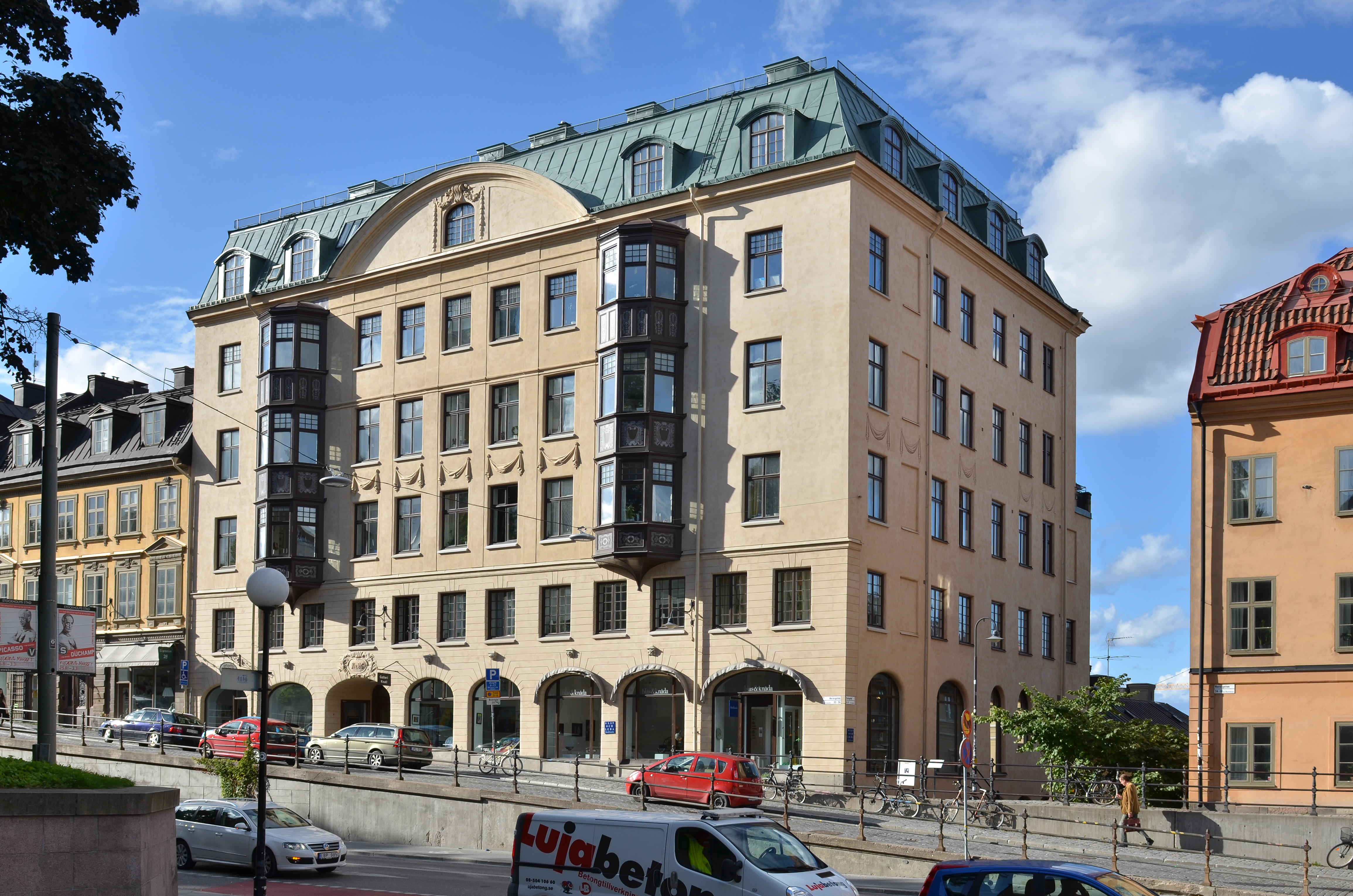
Hornsgatan 26 (Stenbocken 7)

Mot Brännkyrkagatan
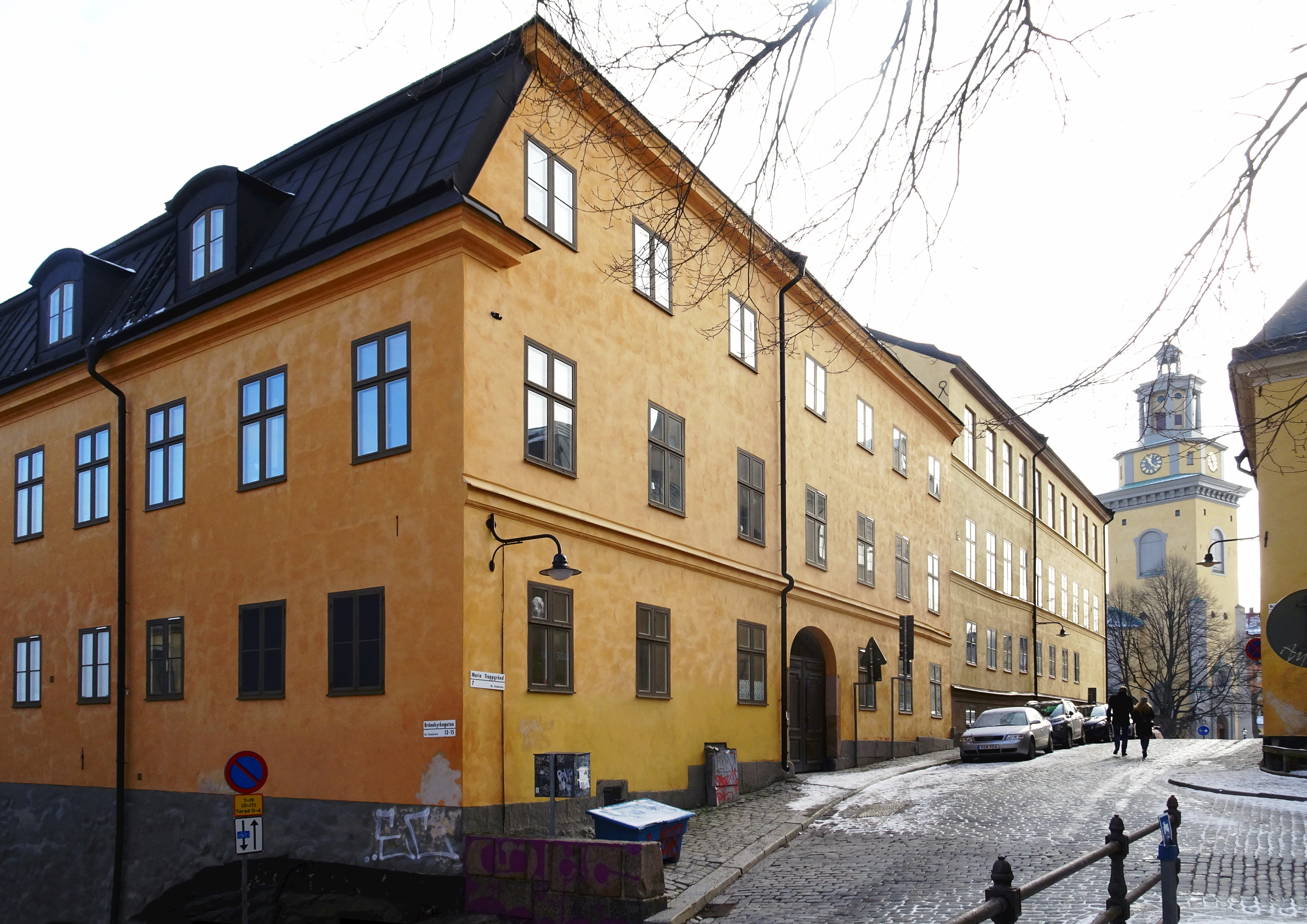
Maria trappgränd med Stenbocken 8 till vänster
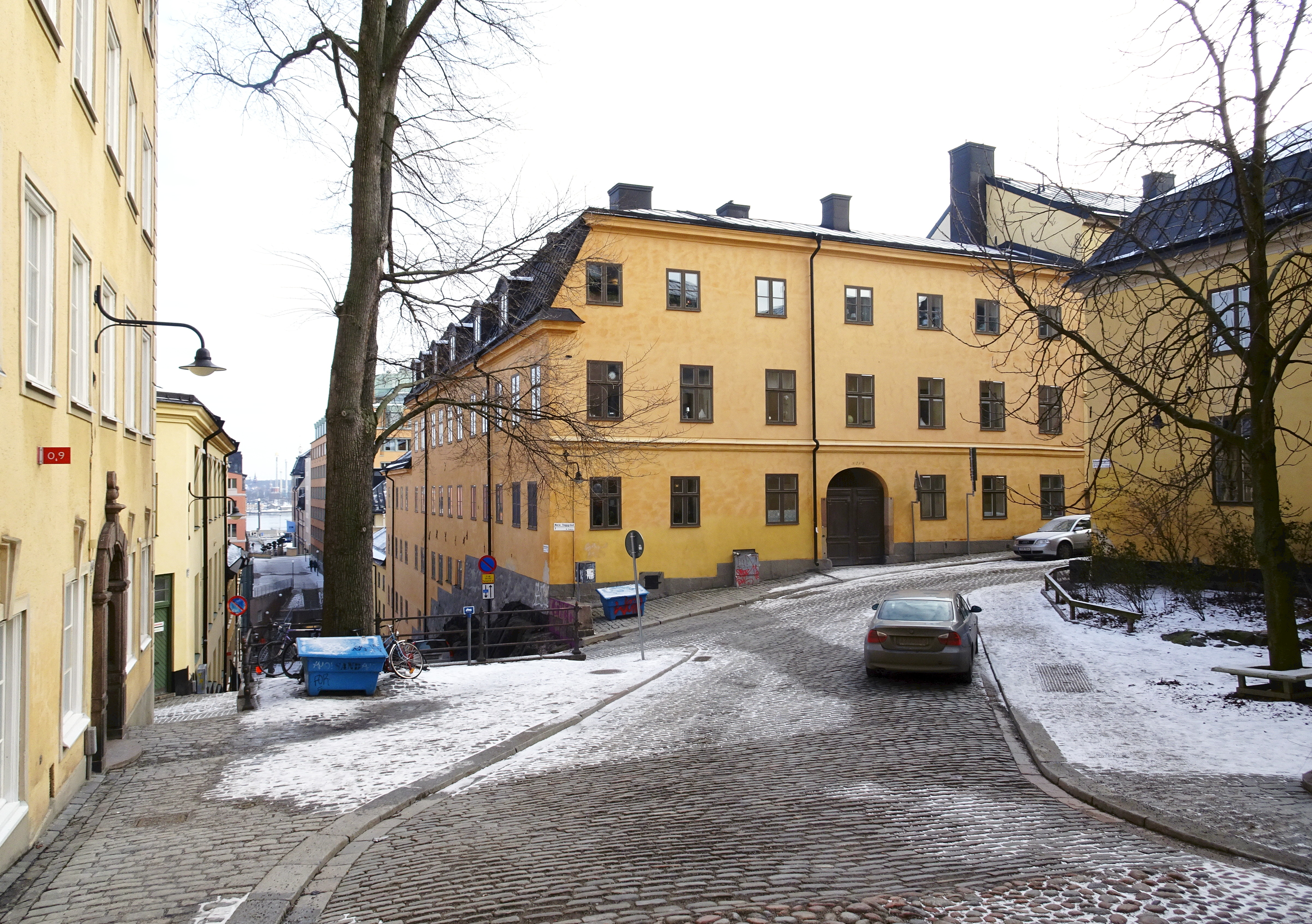
Brännkyrkagatan med Stenbocken 8 rakt fram
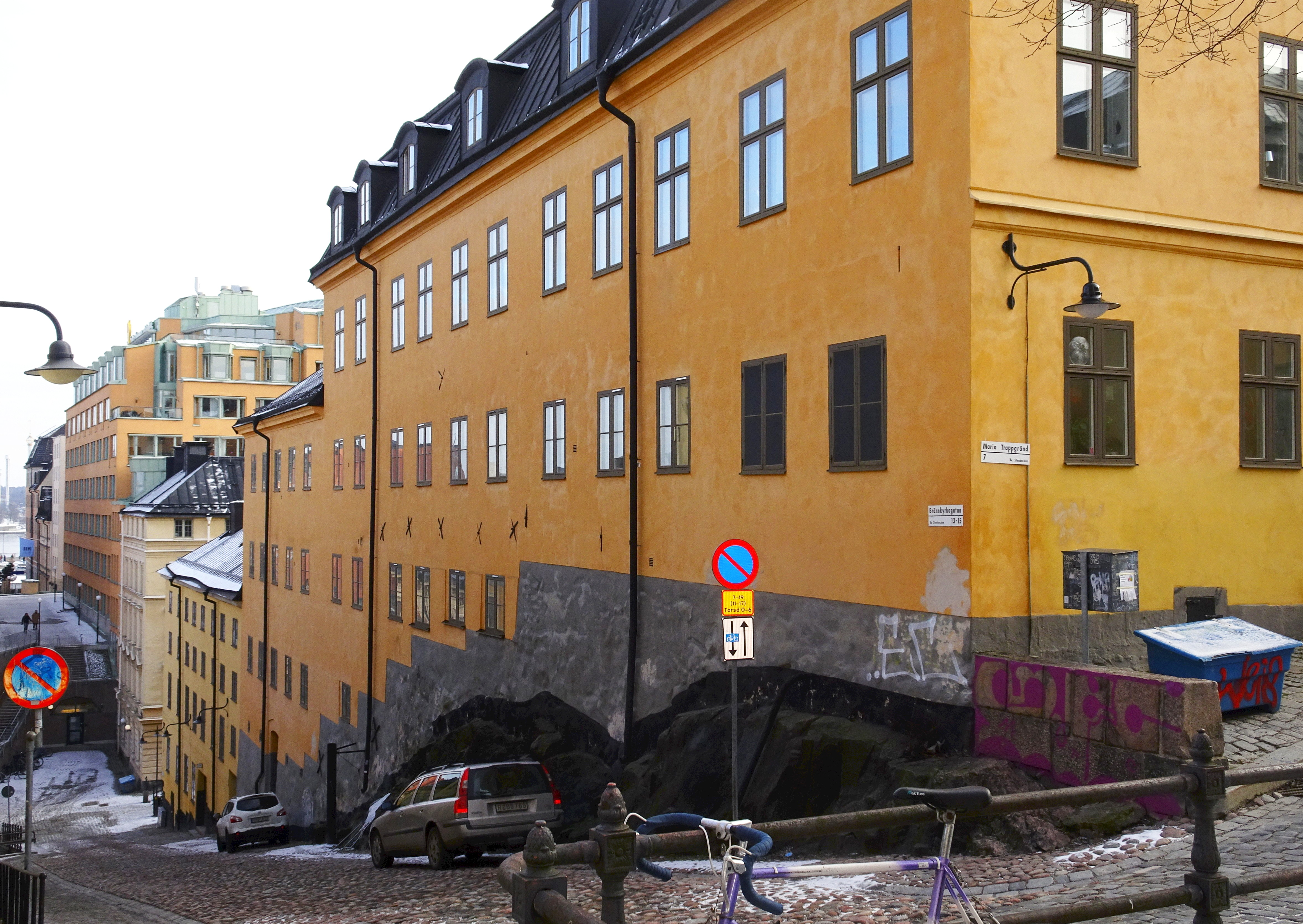
"Besvärsbacken" med Stenbocken 8 till höger
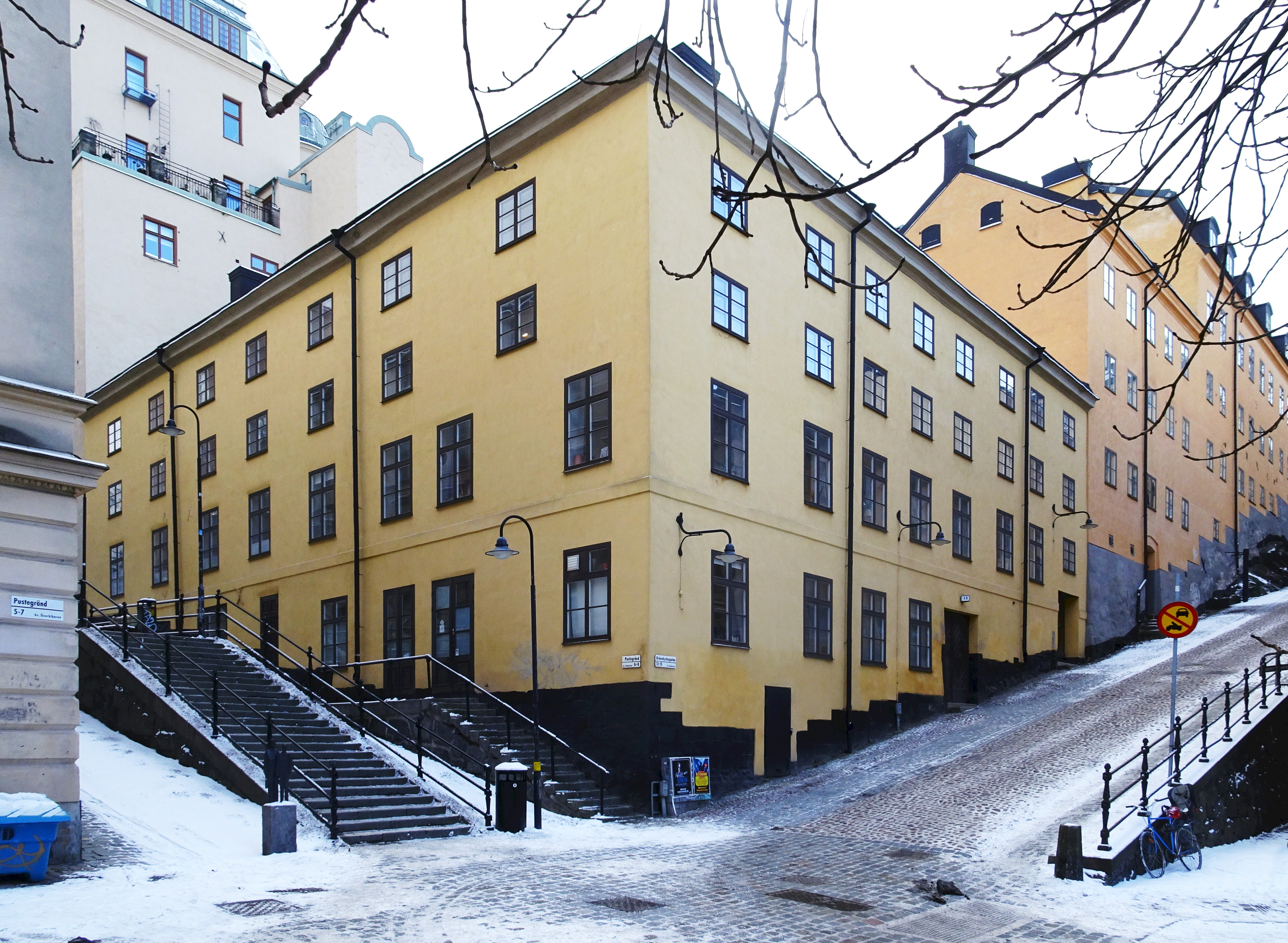
Stenbocken 6 med Pustegränd till vänster och "Besvärsbacken" till höger